# The Jarr Family Discovers Harlem
The Jarr Family Discovers Harlem è un cortometraggio muto del 1915 diretto da Harry Davenport.
Primo capitolo della serie Vitagraph dedicata alle vicende della famiglia Jarr.

## Produzione
Il film fu prodotto dalla Vitagraph Company of America.

## Distribuzione
Distribuito dalla General Film Company, il film - un cortometraggio in una bobina - uscì nelle sale cinematografiche statunitensi il'8 marzo 1915.